# 프란츠 에른스트 노이만
프란츠 에른스트 노이만(독일어: Franz Ernst Neumann, 1798년 9월 11일 ~ 1895년 5월 23일)은 독일의 광물학자이자 물리학자다.

## 생애
1798년 브란덴부르크주 요아힘스탈(독일어: Joachimsthal)에서 태어났다. 1815년 나폴레옹 전쟁에 자원하여 부상당했다.
베를린 대학교에 입학하여, 처음엔 신학을 공부하였으나 곧 과학으로 전공을 바꾸었다. 노이만의 초기 논문들은 결정학에 대한 것이었다. 이 업적으로 쾨니히스베르크 대학교의 교수로 임용되었다.
1876년 은퇴하였고, 1895년 96세의 나이로 사망하였다. 아들 카를 노이만은 유명한 수학자가 되었다.

## 같이 보기
- 패러데이 전자기 유도 법칙

## 참고
- 본 문서에는 현재 퍼블릭 도메인에 속한 브리태니커 백과사전 제11판의 내용을 기초로 작성된 내용이 포함되어 있습니다.
- Kathryn Olesko|Olesko, Kathryn M. Physics as a Calling: Discipline and Practice in the Koenigsberg Seminar for Physics. Ithaca, NY & London: Cornell University Press, 1991.